# 成島由利
成島由利（或寫作，日文原筆名，本名金井由利枝，9月3日—），日本漫畫家。代表作《少年魔法士》、《原獸文書》等。現在《鉄壱智》（Comic ZERO-SUM）、《少年魔法士》（月刊Wings）2作品連載中。

## 作品列表
- 原獸文書、台灣版8冊待續（青文）、日版全10冊[2]、原名《原獣文書（日语：原獣文書）》 （新書館 WingsComics）
- 少年魔法士、台灣版13冊待續（青文）、日版全19冊、原名《少年魔法士（日语：少年魔法士）》（新書館 WingsComics）
- 原名（単行本未収録、 2000年12月号～2001年2月号）
- 不死者AGITO、全5冊（東立）、原名《不死者あぎと》（集英社 ）
- 星星的階梯、全7冊（東立）、原名（集英社 ）[3]
- 鐵壹智、全10冊（長鴻）、原名《鉄壱智》（IDコミックス ZERO-SUMコミックス）
- 少年怪奇物語

1. 深夜的晚點名、全1冊（東立）、原名（角川書店 ）
2. 終電時刻、全1冊（東立）、原名《終電時刻》（角川書店 ）
3. 考生禁入、全1冊（東立）、原名（角川書店 ）
4. 少年怪奇劇場(上)(下)、全2冊（青文）、原名《少年怪奇劇場 上/下巻》（角川書店 ）新装版
5. 非怪奇前線、全1冊（青文）、原名《非怪奇前線》（全1巻/新書館）

- 魔形複製師、全1冊（大然）、原名《REPLICA MASTER (レプリカ・マスター) 》（全1卷/新書館 WingsComics）
- 原名（単行本未収録、 1999年12月号）
- 原名《超次元遊廓_花天楼（日语：超次元遊廓_花天楼）》（全1卷/）
- 薄荷廢園的主人與執事、全1冊（長鴻）、原名（角川書店 ）
- 輕小說(漫畫)、全4冊（東立）、原名《ライトノベル（日语：ライトノベル_(漫画)）》（講談社）
- 我與美貌律師的冒險，全3冊[9]（東立），原名《ぼくと美しき弁護士の冒険》（講談社）
- 原名《BALLAD~バラッド~》（一迅社）、日版全2冊
- NEO寄生獸f，台灣東立出版社，原名《ネオ寄生獣f》（全1卷/講談社）[10]

## 外部連結
- （日語）地底探検 （页面存档备份，存于）（公式網站）
- 成島由利的X（前Twitter）